# Jezioro Zadziewskie
Jezioro Zadziewskie (biał. возера Задзеўскае, woziera Zadzieuskaje, ros. озеро Задевское, oziero Zadewskoje) – jezioro na Białorusi, w obwodzie witebskim, w rejonie postawskim, w dorzeczu rzeki Miadziołki, na zachodnim krańcu Postaw.

## Opis
Powierzchnia jeziora wynosi 0,92 km², długość 2,46 km, największa szerokość 0,64 km, długość linii brzegowej 8,22 km. Największa głębokość to 21,8 m, średnia to 5,5 m. Objętość wody w jeziorze wynosi 5,05 mln m³. Mineralizacja wynosi około 280 mg/l. Przejrzystość do 1,6 m. Powierzchnia zlewni wynosi 68,8 km².
Dno jeziora jest typu rynnowego. Wysokość zboczy zbiornika wynosi 5-12 m. Linia brzegowa jest kręta. Brzegi są niskie, piaszczyste, w części południowej zarośnięte przez pło. Dno jeziora ma złożoną budowę, przy brzegach jest piaszczyste, głębiej - muliste (gliny humusowe). Strefa płytkiej wody jest wąska. Na jeziorze znajduje się wyspa o powierzchni 0,9 ha. Przez jezioro przepływa rzeka Sporyca, która łączy jezioro Zadziewskie z jeziorem Dumbla.
Jezioro jest eutroficzne, wolno płynące. Roślinność rozciąga się do 60 m od brzegu jeziora i do głębokości 2,3 m.
W jeziorze występuje szczupak, leszcz, płoć, leszcz, karaś, okoń, lin i inne gatunki ryb.
Jezioro jest miejscem masowej rekreacji.

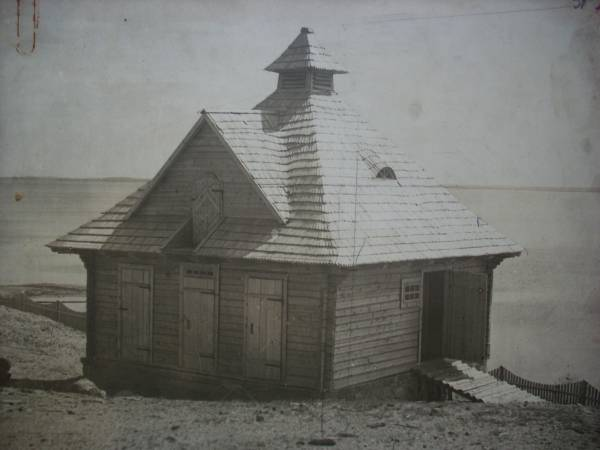
Budynek nad jeziorem w dwudziestoleciu międzywojennym